# Parlamentswahl in der Slowakei 1990
- VPN: 48
- KDH: 31
- DS: 7
- SNS: 22
- KSČ: 22
- ESWMK: 14
- SZ: 6

Die Parlamentswahlen im slowakischen Teil der Tschechoslowakei im Jahr 1990 zum Slowakischen Nationalrat innerhalb der Wahlen zur Föderalen Versammlung fanden am Freitag, den 8. und Samstag, den 9. Juni 1990 statt. Es waren 150 Parlamentssitze zu vergeben.
Es waren die ersten freien Wahlen nach der Samtenen Revolution und im weiteren Zeitraum nach dem Jahr 1946.

## Wahlsystem
Gewählt wurde nach dem Verhältniswahlverfahren und es gab eine Sperrklausel von 3 %. Die Legislaturperiode betrug 4 Jahre, doch es gab bereits 1992 Neuwahlen.

## Teilnehmende Parteien
16 politische Parteien und Bewegungen traten zur Wahl an.

## Wahl
Die Wahlbeteiligung war mit 95,39 % immens hoch. Es gab fast jeder Wahlberechtigter seine Stimme ab.
Insgesamt waren rund 3,6 Mio. Wahlberechtigte dazu aufgerufen am 8. und 9. Juni 1990 ihre Stimme abzugeben.

### Wahlergebnis

#### Slowakischer Nationalrat
| Partei                                              | Partei                                                               | Stimmen   | Stimmen | Sitze |
| Partei                                              | Partei                                                               | Anzahl    | %       | Sitze |
| --------------------------------------------------- | -------------------------------------------------------------------- | --------- | ------- | ----- |
|                                                     | Öffentlichkeit gegen Gewalt (VPN)                                    | 991.285   | 29,35   | 48    |
|                                                     | Christlich-demokratische Bewegung (KDH)                              | 648.782   | 19,21   | 31    |
|                                                     | Slowakische Nationalpartei (SNS)                                     | 470.984   | 13,94   | 22    |
|                                                     | Kommunistische Partei der Tschechoslowakei (KSČ)                     | 450.855   | 13,35   | 22    |
|                                                     | Zusammenleben – Ungarische Christlich-demokratische Bewegung (ESWMK) | 292.636   | 8,66    | 14    |
|                                                     | Demokratische Partei (DS)                                            | 148.567   | 4,40    | 7     |
|                                                     | Partei der Grünen (SZ)                                               | 117.871   | 3,49    | 6     |
|                                                     | Bündnis der Bauern und des Landes (SPV)                              | 85.060    | 2,52    | —     |
|                                                     | Sozialdemokratie (SD)                                                | 61.401    | 1,82    | —     |
|                                                     | Partei der Freiheit (SSL)                                            | 60.041    | 1,78    | —     |
|                                                     | Demokratische Union der Roma in der Slowakei (DÚRS)                  | 24.797    | 0,73    | —     |
|                                                     | Bewegung des tschechoslowakischen Verständnisses (HČSP)              | 13.417    | 0,40    | —     |
|                                                     | Demokratische Volkspartei und Assoziation für die Republik (VDSPR)   | 7.023     | 0,21    | —     |
|                                                     | Freier Block (SB)                                                    | 3.326     | 0,10    | —     |
|                                                     | Tschechoslowakische Sozialistische Partei (ČSS)                      | 1.166     | 0,03    | —     |
|                                                     | Tschechoslowakisches demokratisches Forum (ČSDF)                     | 515       | 0,02    | —     |
| Gesamt                                              | Gesamt                                                               | 3.377.726 | 100,00  | 150   |
| Gültige Stimmen                                     | Gültige Stimmen                                                      | 3.377.726 | 97,75   |       |
| Ungültige Stimmen                                   | Ungültige Stimmen                                                    | 77.905    | 2,25    |       |
| Wahlbeteiligung                                     | Wahlbeteiligung                                                      | 3.455.631 | 95,39   |       |
| Nichtwähler                                         | Nichtwähler                                                          | 167.019   | 4,61    |       |
| Wahlberechtigte                                     | Wahlberechtigte                                                      | 3.622.650 | —       |       |
| Quelle: Statistisches Amt der Slowakischen Republik |                                                                      |           |         |       |

#### Föderale Versammlung (slowakischer Teil)
| Partei | Prozent | Sitze |
| ------ | ------- | ----- |
| VPN    | 32,54   | 19    |
| KDH    | 18,98   | 11    |
| KSČS   | 13,81   | 8     |
| SNS    | 10,96   | 6     |
| ESWMK  | 8,58    | 5     |

| Partei | Prozent | Sitze |
| ------ | ------- | ----- |
| VPN    | 37,28   | 33    |
| KDH    | 16,66   | 14    |
| KSČS   | 13,43   | 12    |
| SNS    | 11,44   | 9     |
| ESWMK  | 8,49    | 7     |

## Folgen
Die Wahlen endeten mit einem klaren Sieg der antikommunistischer VPN (slowakisches Gegenstück des tschechischen Bürgerforum (OF)). Die noch ein Jahr zuvor faktisch regierende KSČS konnte nur ungefähr 13 % der Stimmen erreichen.
Nach den Wahlen trat die erste Regierung von Vladimír Mečiar am 27. Juni 1990 an, mit der Koalition von VPN, KDH und DS (86 Mandaten) und löste die vorübergehende Regierung von Milan Číč ab. Die SNS, die KSČS und Zusammenleben gingen in die Opposition.